# Schnelltaster

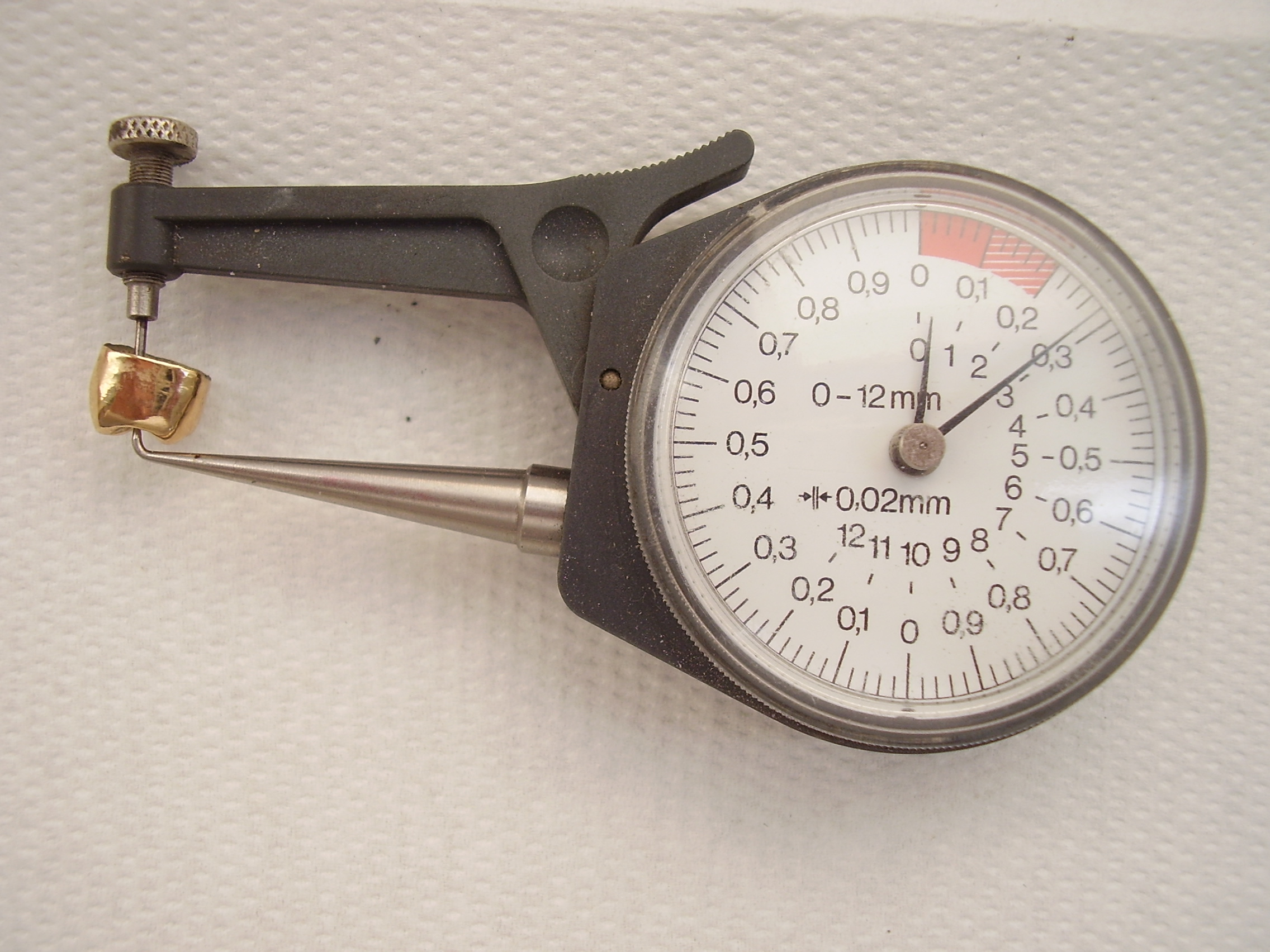
Schnelltaster in der Zahntechnik

Schnelltaster (nach Kröplin) und Tasterzirkel (nach Iwatson) werden in der Zahntechnik zur Wandstärkenmessung von Kronen oder Brücken verwendet. Damit wird überprüft, ob Mindeststärken eingehalten worden sind oder um welche Materialdicke eine Krone zur Einstellung der Okklusion abgeschliffen werden kann. Sie verfügen meistens über einen Messbereich von 0 – 10 mm und eine Ableseskala in einer Einteilung von 0,01 mm. Die Wandstärkenmessung kann sowohl beim Wachsmodell oder bei der bereits aus Metall (Gold) gegossenen Krone durchgeführt werden.

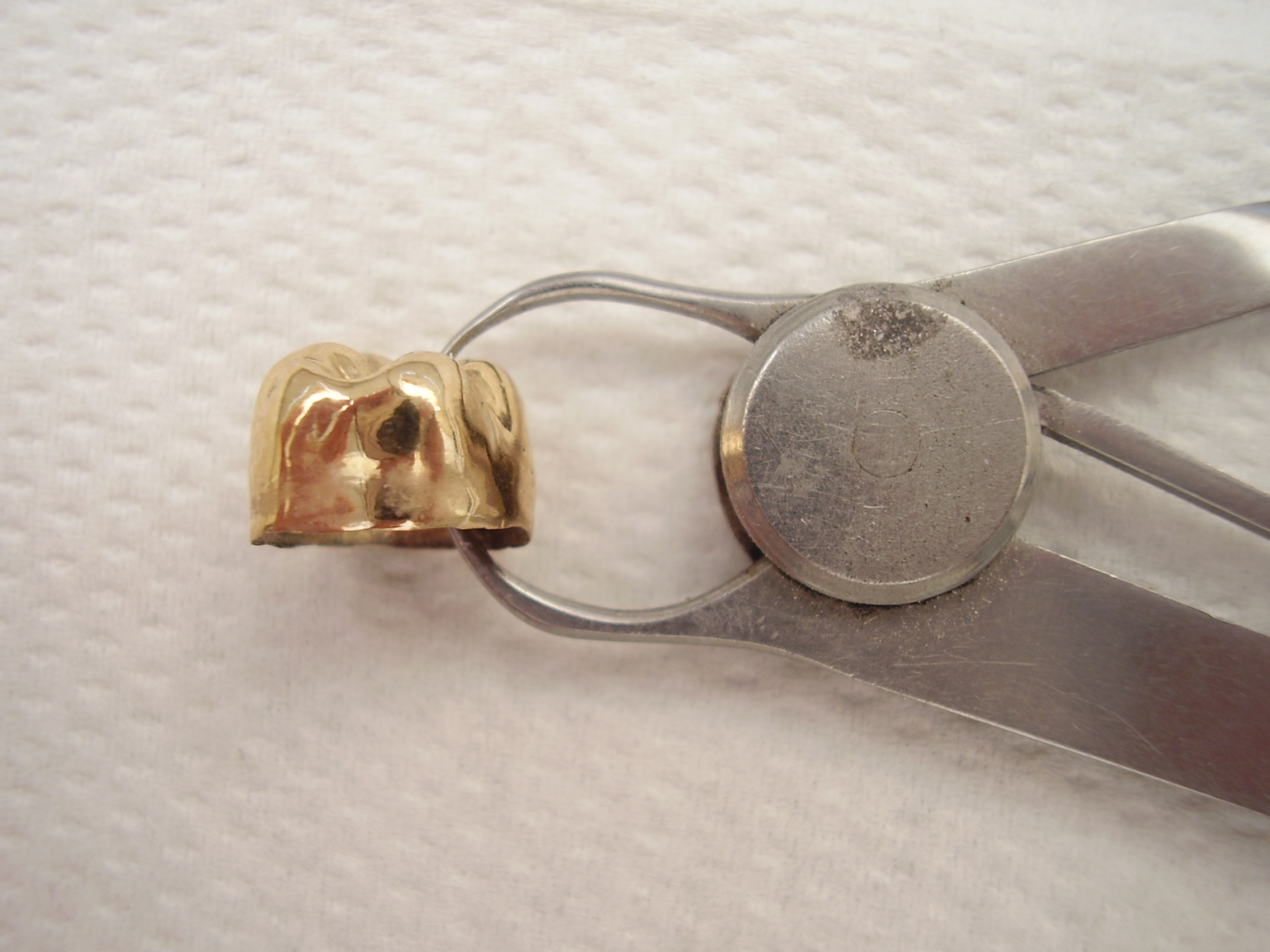
Tasterzirkel in der Zahntechnik
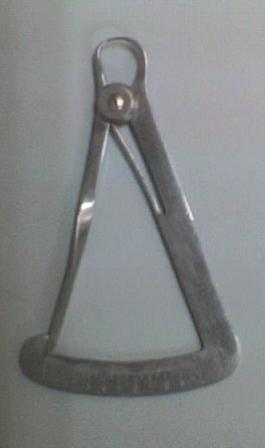
Tasterzirkel in der Zahntechnik